# Bruce Thomas
Bruce Thomas (17 de maio de 1961), é um ator norte-americano mais conhecido por interpretar Batman em uma série de comerciais do serviço OnStar da General Motors, que foi ao ar entre 2000 e 2002.

## Biografia
Ele foi destaque em Legalmente Loira, bem como sua sequência Legalmente Loira 2, como o "cara da UPS". Foi destaque no filme de 2008, Procura-se uma Babá. Ele co-estrelou na série original da ABC family, Kyle XY como Stephen Trager de 2006-2009. Ele estrelou como JP Gratton no episódio "The He in the She" na série Bones em 8 de outubro de 2008.
Thomas também foi destaque no seriado De Pernas pro Ar (1990), bem como em Weeds (2005). Forneceu as vozes de Atrocitus em Lanterna Verde: Cavaleiros Esmeralda (2011), Ezra Loomis em Gears of War: Judgment (2013), Desaad em Liga da Justiça: Guerra (2014) e James Gordon em O Filho do Batman (2014).
Ele fez captura de movimentos para Spartan John-117, o protagonista do jogo Halo 4 (2012).
Foi erroneamente relatado no passado que Thomas interpretou Batman para o piloto da série de TV Birds of Prey do The WB. Thomas pessoalmente dissipou esse fato durante uma entrevista em um podcast.

## Filmografia
- 2008 - Babysitter Wanted (Jim Stanton)
- 2007 - Closing Escrow (Peter)
- 2006 - Escape
- 2004 - A Boyfriend for Christmas (Ted Powell)
- 2004 - Life on Liberty Street (Mitch)
- 2004 - Just Desserts (Jim)
- 2003 - Legally Blonde 2: Red, White & Blonde (UPS Guy)
- 2001 - Legally Blonde (UPS Guy)
- 2000 - Thirteen Days (Floyd)
- 1998 - Secrets of a Chambermaid (Bruce)
- 1993 - Something Else (Max)
- 1992 - Army of Darkness

## Televisão
- 2014 - Baby Daddy (Jim)
- 2009 / 2006 - Kyle XY (Stephen Trager)
- 2009 - CSI: Miami (Roger Lansing)
- 2009 - Eleventh Hour (Dr. Niles Davison)
- 2008 - Desperate Housewives Peter Hickey)
- 2008 - Bones (JP Gratton)
- 2006 / 2005 – Weeds (Pai de Megan)
- 2006 - E-Ring (Dr. Wolfe)
- 2004 - Enterprise (Xindi-Reptilian Soldier)
- 2001 - Diagnosis Murder (Gene Trent)
- 2000 - Port Charles (Dr. Joshua Locke)
- 1999 - Nash Bridges (Rocky Brush)
- 1999 - The Bold and the Beautiful (Trevor McEvoy)
- 1999 - Providence (Beau Tucker)
- 1998 / 1997 – Barrados no Baile (Carl Schmidt / Hank Bradley)
- 1997 - Wings (Tom)
- 1996 - The John Larroquette Show (David)
- 1996 - Happy Endings (David)
- 1995 - Ellen (Mike Lyons)
- 1995 - All My Children (Dr. Jonathan Kinder)
- 1995 - Models Inc. (Trevor Winslow)

## Video-games
| Ano  | Título                                | Personagem                            | Notas                        |
| ---- | ------------------------------------- | ------------------------------------- | ---------------------------- |
| 2012 | Halo 4                                | Spartan John-117 / Interrogador (voz) | apenas captura de movimentos |
| 2013 | Gears of War: Judgment                | Coronel Loomis                        |                              |
| 2013 | Lightning Returns: Final Fantasy XIII | Vozes adicionais                      |                              |
| 2015 | Mobius Final Fantasy                  | Vozes adicionais                      | Dublagem em inglês           |
| 2015 | Halo 5: Guardians                     | Spartan John-117                      | apenas captura de movimentos |
| 2015 | Fallout 4                             | Daniel Finch, Nathan Filmore, Drifter |                              |
| 2015 | Rise of the Tomb Raider               | Vozes adicionais                      |                              |
| 2020 | Call of Duty: Black Ops Cold War      | Russel Adler                          |                              |

## Ligações Externas
- Bruce Thomas. no IMDb.
- Bruce Thomas no AdoroCinema